# Jewison Bennette
Pour les articles homonymes, voir Bennette.
Jewison Bennette, né le 15 juin 2004 à Heredia au Costa Rica, est un footballeur international costaricien qui joue au poste d'ailier gauche.

## Carrière

### En club
Né à Heredia au Costa Rica, Jewison Bennette est formé par le club local du CS Herediano. Il joue son premier match en professionnel le 1er août 2021 face au A.D.R. Jicaral (en). Il entre en jeu ce jour-là et marque son premier but quelques minutes plus tard. Il délivre également une passe décisive mais ne peut éviter la défaite de son équipe par trois buts à deux,.
Le 25 août 2022, Jewison Bennette rejoint l'Angleterre afin de s'engager en faveur du Sunderland AFC. Il signe un contrat de quatre ans, soit jusqu'en juin 2026,.
Bennette inscrit son premier but pour Sunderland dès sa deuxième apparition pour le club, le 17 septembre 2022, à l'occasion d'une rencontre de championnat face au Watford FC. Entré en jeu en cours de partie, l'ailier costaricien marque en fin de match le but égalisateur qui permet à son équipe de prendre le point du match nul (2-2 score final),.

### En sélection
En juillet 2021, Jewison Bennette est appelé pour la première fois avec l'équipe nationale du Costa Rica, où il impressionne notamment le sélectionneur Luis Fernando Suárez. Il honore sa première sélection lors d'un match amical face au Salvador, le 21 août 2021. Il est titularisé au poste d'ailier gauche mais les deux équipes se séparent sur un score nul de zéro à zéro,. Bennette, alors âgé de 17 ans et deux mois, devient avec cette apparition le plus jeune joueur à participer à un match de l'équipe nationale du Costa Rica, battant le record jusqu'ici détenu par Jorge Monge (en).
Il fait sa deuxième apparition contre le Canada le 13 novembre 2021 (défaite 1-0 du Costa Rica) et sa troisième apparition le 17 novembre suivant face au Honduras (victoire 2-1 du Costa Rica), à chaque fois en tant que titulaire. Ces deux rencontres entrent dans le cadre des Éliminatoires de la coupe du monde 2022. Bennette devient avec ces participations le plus jeune costaricien à jouer des matchs de qualification pour une coupe du monde.
Il est de nouveau appelé en mai 2022 pour des matchs de Ligue des nations.
Le 3 novembre 2022, il est sélectionné par Luis Fernando Suárez pour participer à la Coupe du monde 2022 et devient le plus jeune joueurs du Costa Rica à être sélectionné à 18 ans.